# Jean-Joseph Carriès

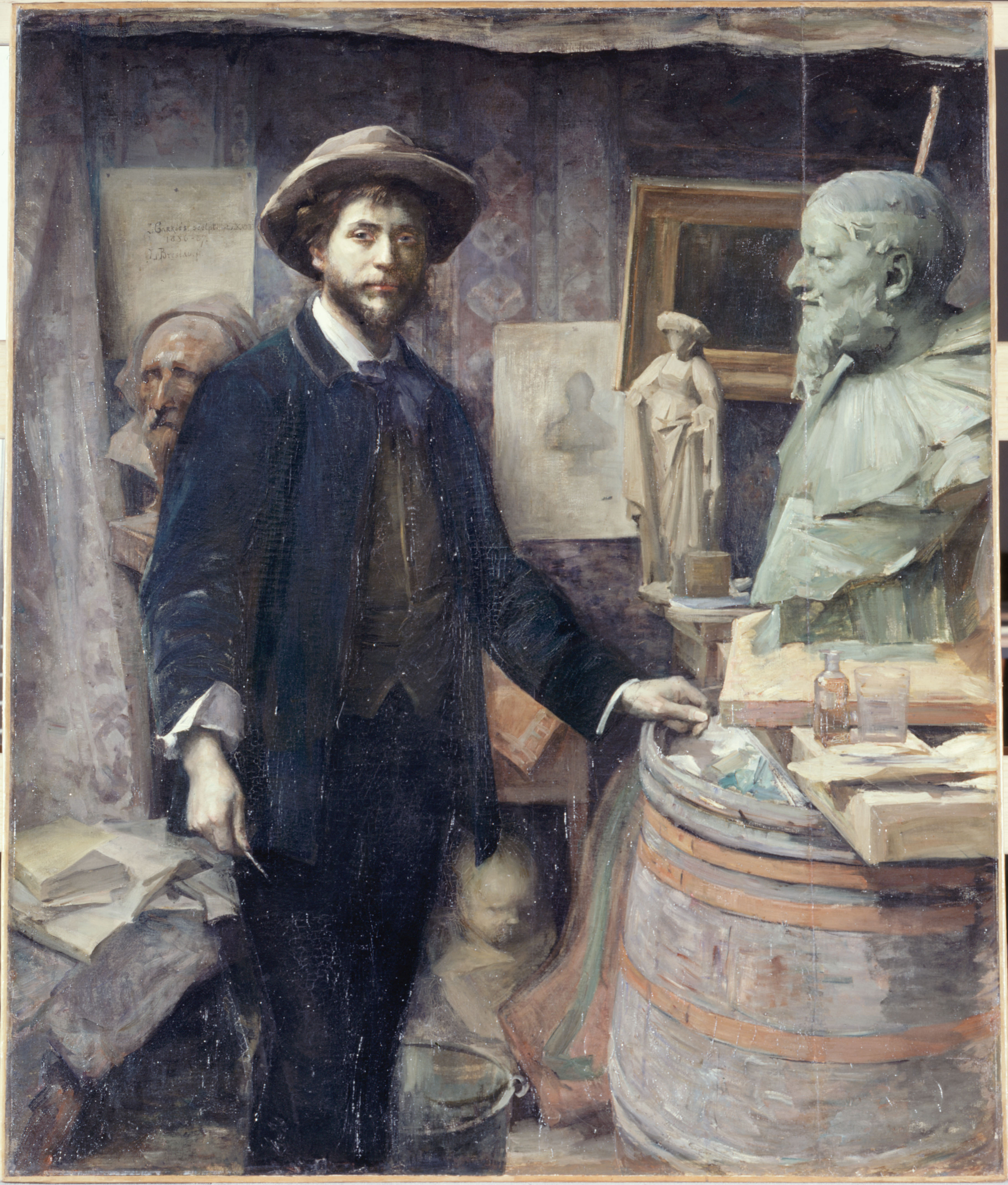
Louise-Catherine Breslau: Porträt von Jean-Joseph Carriès in seinem Atelier, Öl auf Leinwand (1885)

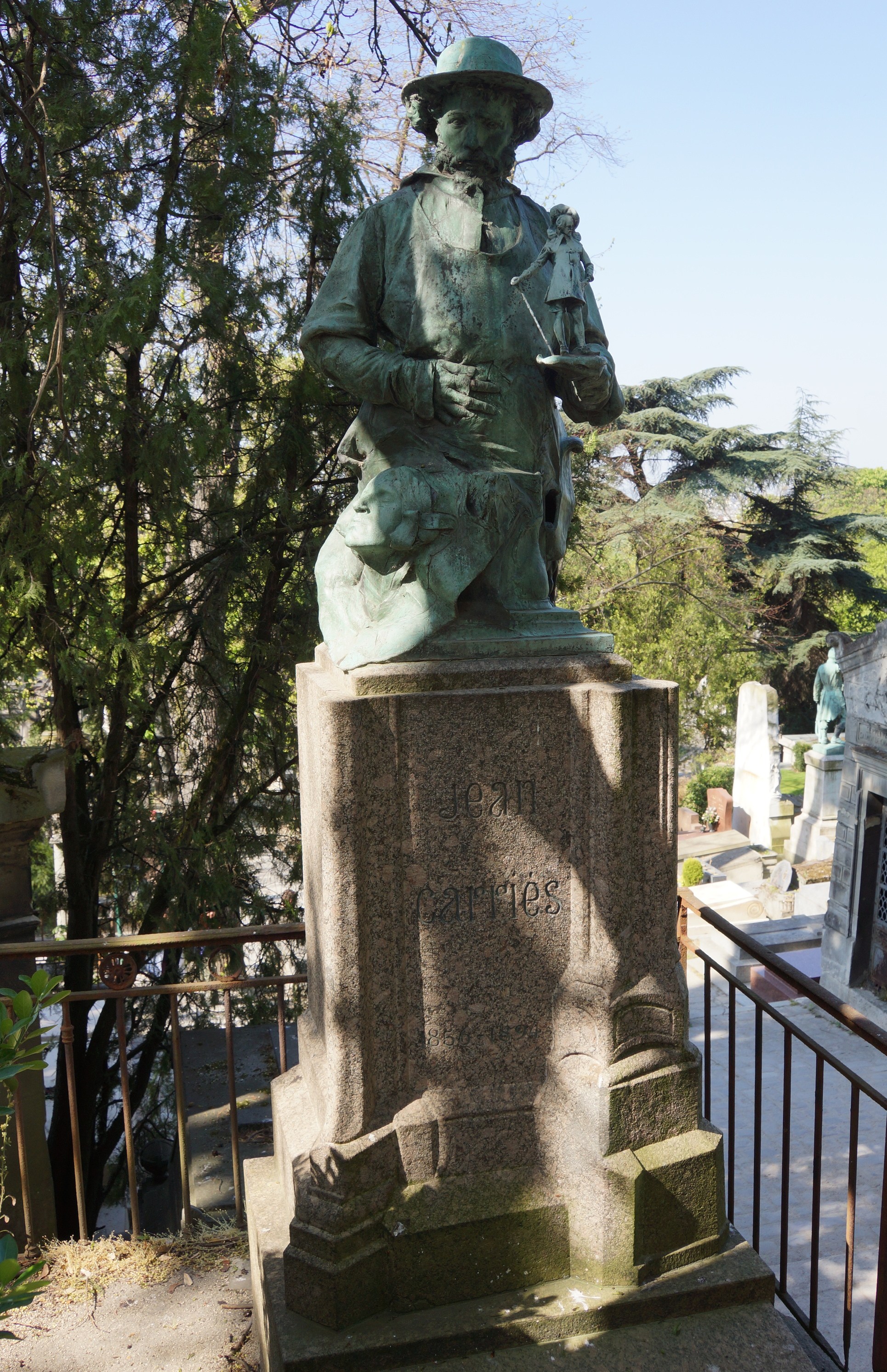
Grabmal auf Père Lachaise

Jean-Joseph Marie Carriès (* 15. Februar 1855 in Lyon; † 1. Juli 1894 in Paris) war ein berühmter französischer Bildhauer und Keramiker des ausgehenden 19. Jahrhunderts und Mitbegründer des Jugendstils.

## Leben
Jean-Joseph Carriès stammte aus einer einfachen Familie; sein Vater war Schuhmacher in Lyon. Schon früh verlor er seine Eltern, und deshalb wuchs er in einem katholischen Waisenhaus auf. Im Jahr 1868 studierte er bei dem Bildhauer Pierre Vermare, der ihm eindringlich zur Fortsetzung des Studiums in Paris riet. Im Jahr 1874 schrieb er sich an der renommierten École des Beaux-Arts ein, um unter Augustin-Alexandre Dumont weiter zu studieren. Im Jahr darauf zeigte er im Salon de Paris erstmals seine Skulpturen, die sofort auf große Anerkennung stießen. Bis 1881 beteiligte er sich dann regelmäßig an diesen Ausstellungen. Zwischen den Jahren 1876 und 1878 absolvierte er in Lyon seinen Militärdienst. Nach der Militärzeit ging er zurück nach Paris und eröffnete sein eigenes Atelier. Nach einem Besuch auf der Weltausstellung von 1878, bei der japanische Arbeiten zu sehen waren, begann er vielfarbige Horror-Masken herzustellen. Im Oktober 1883 lernte er den berühmten Gießer Pierre Bingen kennen, der sich auf das Wachsausschmelzverfahren spezialisiert hatte. Die Zusammenarbeit der beiden Männer ermöglichte es dem Bildhauer, die Patina seiner Bronzen selbst auszuführen. In den folgenden Jahren stellte er in Salon du Champ-de-Mars und im Cercle d’Art des XX. in Brüssel aus. Im Jahr 1892 verlieh die französische Regierung ihm die Auszeichnung Ritter de Légion d'honneur.
1894 erkrankte Jean-Joseph Carriès an einer Brustfellentzündung und starb 39-jährig an den Folgen einer tuberkulöser Meningitis. Er wurde auf dem Pariser Friedhof Père-Lachaise bestattet. 